# ヤニス・イヴァノフス
ヤニス・イヴァノフス（ヤーニス・イヴァノヴス、ラトビア語: Jānis Ivanovs, ヤニス・アンドレーエヴィチ・イヴァノフ, ロシア語: Янис Андреевич Иванов, 1906年10月9日 - 1983年3月27日）は、ラトビア・ソビエト連邦の作曲家。

## 経歴
プレイリ出身。1931年までリガ音楽院でピアノと作曲を学び、1933年にはヤーセプス・ヴィートリスのマスタークラスに参加している。1931年よりラトビア放送のラジオ交響楽団で指揮をするようになり、1963年まで芸術監督を勤めた。1944年よりリガ音楽院の作曲科の講師となり、1955年には作曲と楽器法の教授となった。1950年にソビエト連邦国家賞を受賞し、1965年にはソ連人民芸術家の称号を得た。
ラトビアの民謡の旋律を多く使用し、ラトビアで最も重要な作曲家とみなされている。様々な種類の作品を作曲したが、21曲の交響曲と交響的絵画「虹」、ピアノ協奏曲、ヴァイオリン協奏曲、チェロ協奏曲が重要である。

## 文献
- Грюнфельд Н., История латышской музыки. М., 1978.(グリュンフェリド N.『ラトビア音楽の歴史』モスクワ 1978年)
- Хараджанян Р., Композиторы — ученики Язепа Витола. Сб. «Музыка Советской Латвии», Рига, 1988, с. 27-34 (о Я. Иванове).(ハラドジャニャン R.「作曲家：ヤーゼフ・ヴィートリスの学生」『ソ連邦ラトビアの音楽』リガ 1988年)